# ミンガラドン工業団地
ミンガラドン工業団地（英語: Mingaladon Industrial Park, MIP）は、ミャンマーのミンガラドン工業団地社が管理する工業団地。1998年に開設されたミャンマー初の国際水準の工業団地。ヤンゴン市ミンガラドン郡区に位置する。日本企業が多く入居する。

## 概要
ミンガラドン工業団地は、まず第一期区画がミャンマー建設省住宅局と日本の三井物産によって共同開発販売が行われた。しかし、販売が低迷し、2006年には三井物産が開発から撤退した。現在、住宅局と、シンガポールのケップベンチャー社が開発、東京エンタープライズ株式会社が工業団地の運営を行っている。主に縫製業、食品加工業、電気電子部品などの企業が入居している。2012年3月に第1期区画の入居率が100％に達した。
ミャンマーの制度上、外国企業が進出できる同国内の工業団地はミンガラドン工業団地とティラワ経済特区の団地に限られている。

## 所在地
ミャンマー ヤンゴン管区 ミンガラドン郡区 高速道路3号線、チャイェビン通り角
（Corner of No. 3 Highway and Khayebin Road, Mingaladon Township, Yangon, Myanmar）  
- 各地からの距離[1]
  - ヤンゴン国際空港まで7ｋｍ。
  - ヤンゴン市中心まで約23km。
  - ヤンゴン港まで24km。
  - ティラワ港まで50km。
  - ミンガラドン駅まで徒歩で約20分。

## 用地
- 用地面積（第一期区画） - 総面積  90ha

## 施設
- 給水：5,000 m³/日（深井戸15基）
- 電力：33KV、20MW｡
- 電話：電話回線300回線、IDD、FAX回線。
- 廃水処理 ：5,000m³/日の処理能力。
- 道路：幹線道路は幅員8m、支線道路7m。
- 洪水対策:外周堤防、雨水溝および調整池を完備。
- 消防:200m間隔で消火栓、消防用ポンプを設置。
- 警備：24時間警備体制。

## 日緬関係
- 日緬関係